# Großsteingrab Knurrenborg Vang
Das Großsteingrab Knurrenborg Vang war eine megalithische Grabanlage der jungsteinzeitlichen Nordgruppe der Trichterbecherkultur im Kirchspiel Asminderød in der dänischen Kommune Fredensborg. Es wurde im 19. oder frühen 20. Jahrhundert zerstört.

## Lage
Das Grab lag südöstlich von Fredensborg am Nordrand des Waldgebiets Knurrenborg Vang. In der näheren Umgebung gab es zahlreiche weitere megalithische Grabanlagen.

## Forschungsgeschichte
Im Jahr 1884 führten Mitarbeiter des Dänischen Nationalmuseums eine Dokumentation der Fundstelle durch. Bei einer weiteren Dokumentation im Jahr 1942 waren keine baulichen Überreste mehr auszumachen.

## Beschreibung
Die Anlage besaß eine runde Hügelschüttung mit einem Durchmesser von etwa 7,5 m. Von der Umfassung waren 1884 noch ein aufrecht stehender Stein und sieben umgekippte Steine erhalten. In der Mitte des Hügels befand sich eine Grabkammer, über deren Maße, Orientierung und Typ keine Informationen vorliegen.